# Northwood, Ohio
Northwood är en ort i Wood County i delstaten Ohio, USA.